# Tarachodidae
Tarachodidae är en familj av bönsyrsor. Tarachodidae ingår i ordningen Mantodea, klassen egentliga insekter, fylumet leddjur och riket djur. Enligt Catalogue of Life omfattar familjen Tarachodidae 232 arter. 

## Bildgalleri

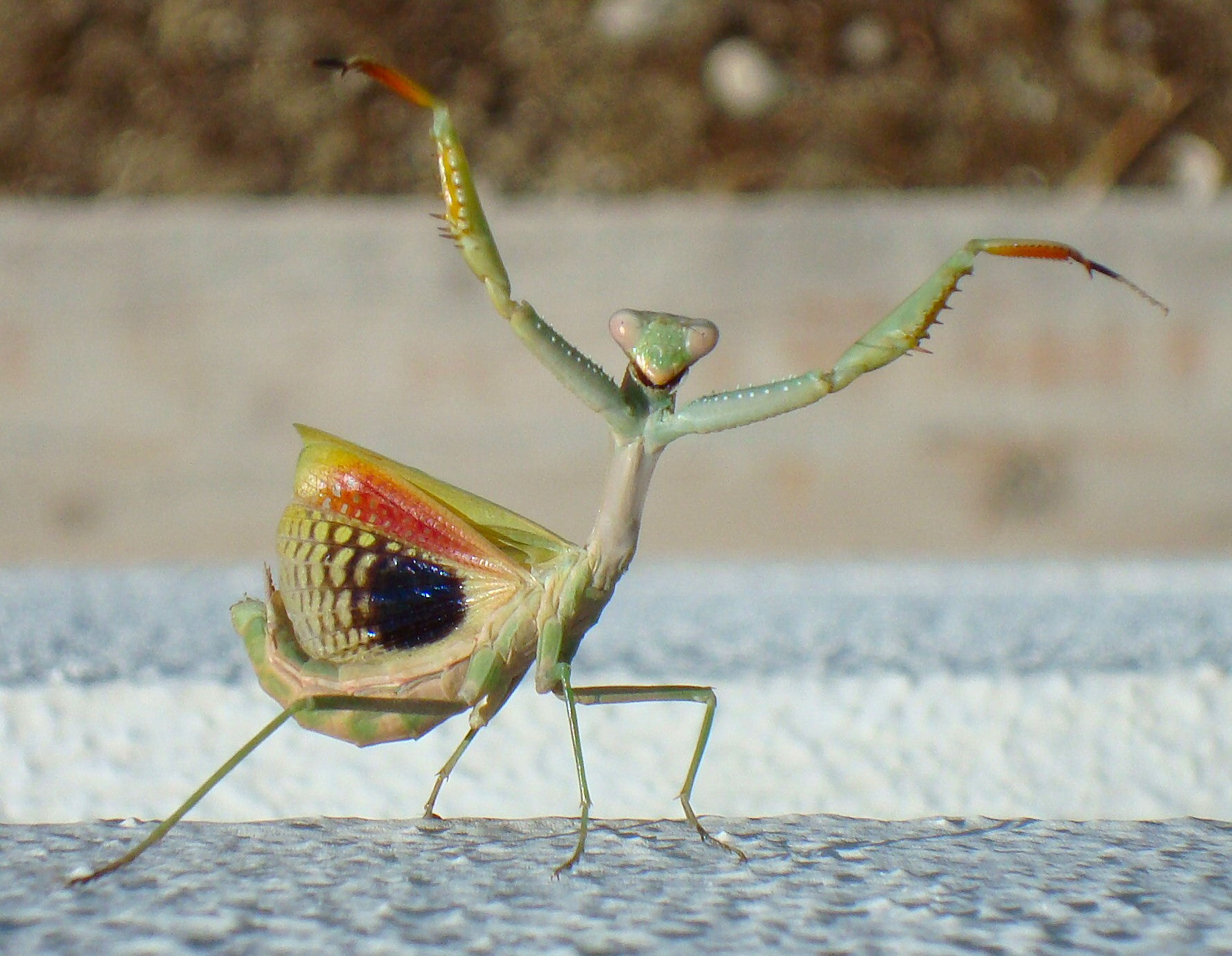
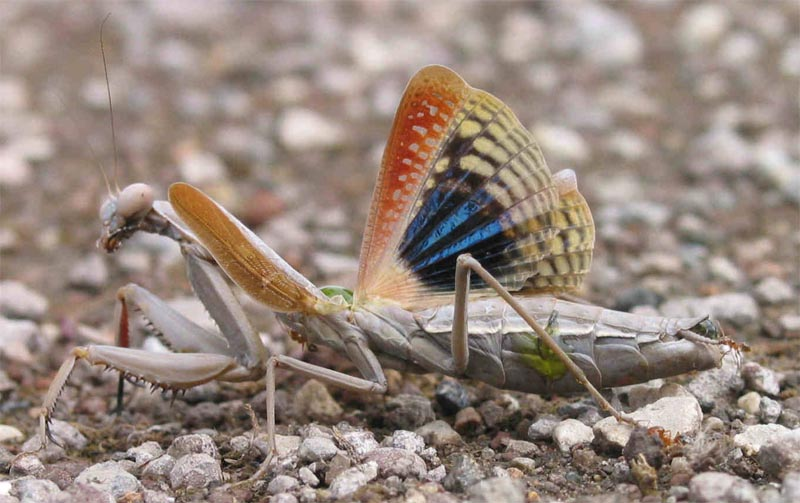
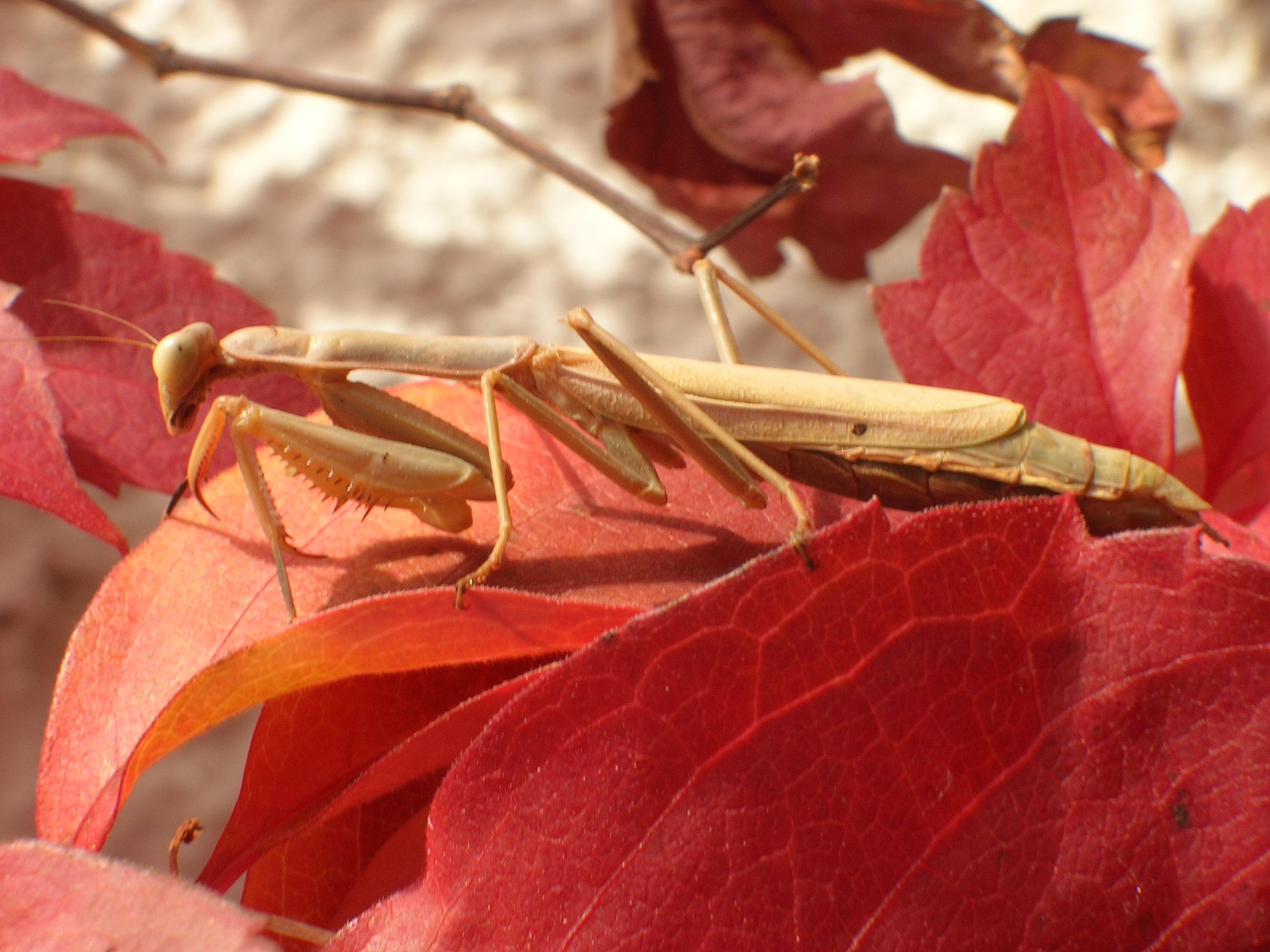
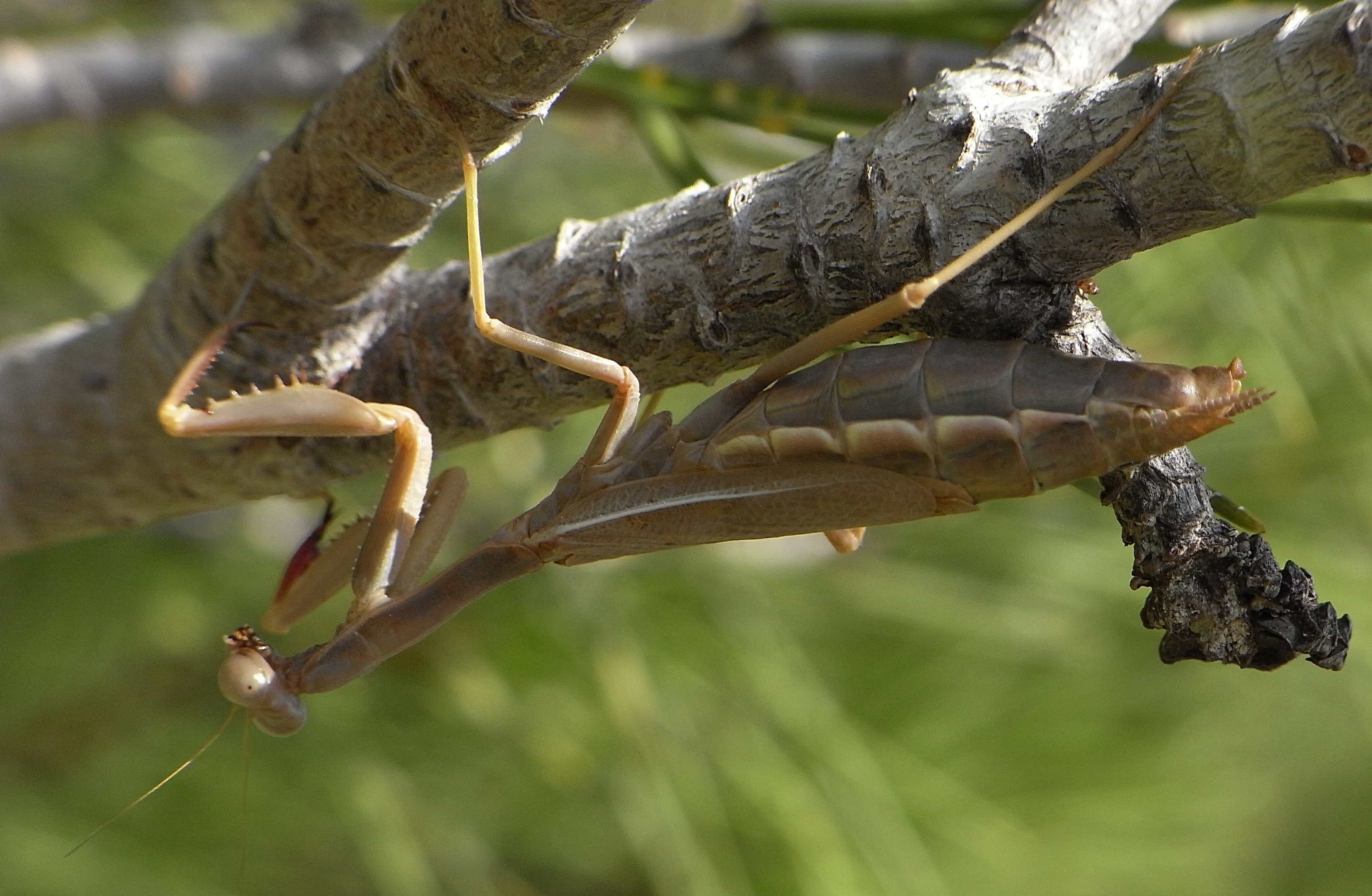
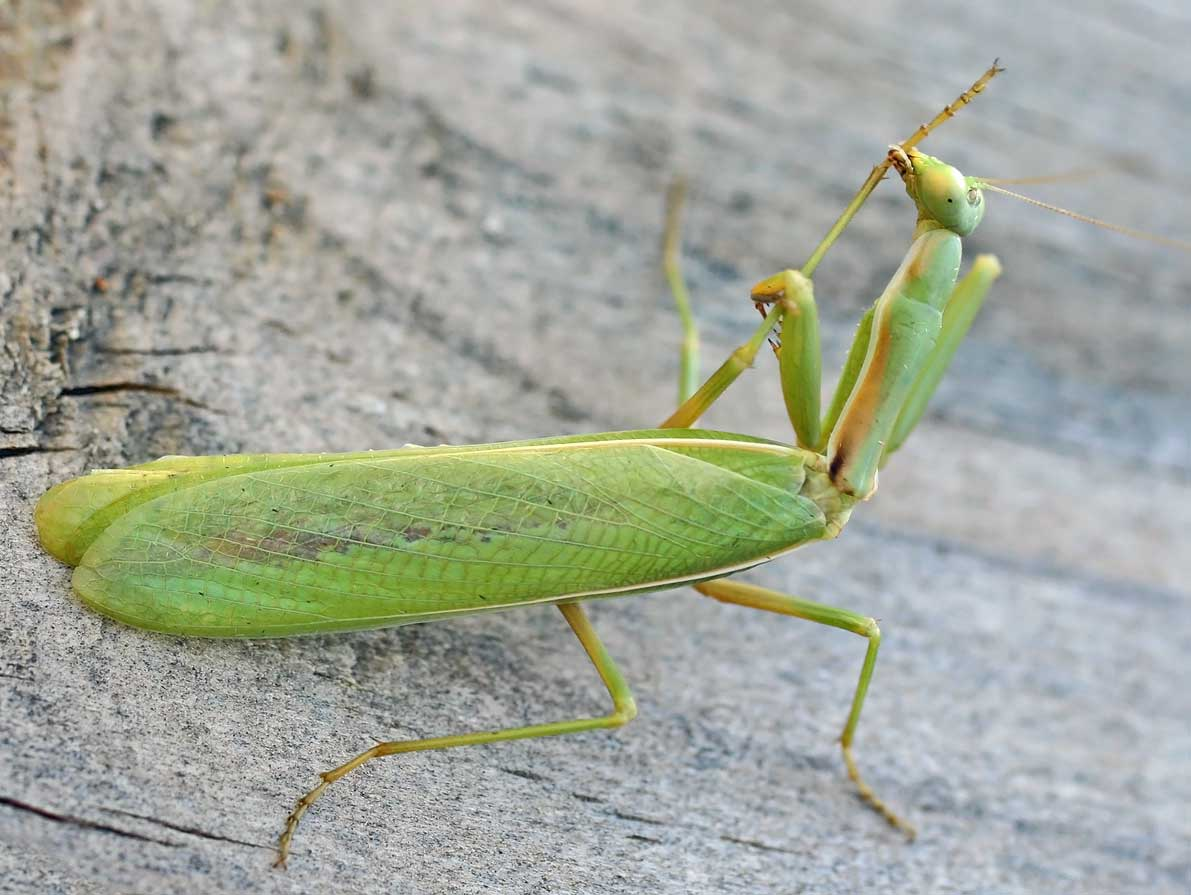

## Dottertaxa till Tarachodidae, i alfabetisk ordning[1]
- Antistia
- Ariusia
- Caliris
- Charieis
- Deromantis
- Didymocorypha
- Dysaules
- Dysaulophthalma
- Episcopomantis
- Galepsus
- Gildella
- Hebardia
- Hebardiella
- Iris
- Leptomantella
- Metagalepsus
- Nesogalepsus
- Nothogalepsus
- Oxyelaea
- Oxyophthalma
- Oxyophthalmellus
- Paragalepsus
- Paralygdamia
- Paroxyophthalmus
- Plastogalepsus
- Pseudogalepsus
- Pyrgomantis
- Tarachodella
- Tarachodes
- Tarachodula